# 威爾斯國家博物館
威爾斯國家博物館是威尔士政府资助的团体，由七个美术馆组成。另一有一个网站Rhagor，包括没有陈列的作品。

## 成员
- 加的夫國家博物館
- 聖法根國家歷史博物館
- 大矿井博物馆
- 国家羊毛博物馆
- 国家板岩博物馆
- 古罗马军团国家博物馆
- 国家海滨博物馆